# High Street Kensington (metrostation)
High Street Kensington is een station van de metro van Londen aan de Circle Line en District Line. Het metrostation, dat in 1868 is geopend, ligt in de wijk Kensington.

## Ligging en indeling
Het station ligt in een uitgraving ten zuiden van de High Street in Kensington en is toegankelijk via een winkelgalerij tussen straat en de stationshal aan de zuidkant van de galerij. Het station kent twee eilandperrons en een zijperron aan de oostkant. Dit laatste perron wordt bediend door de Circle Line tegen de klok in en de District Line naar Earl's Court. In omgekeerde richting rijden deze diensten over spoor 2 langs de oostkant van het middelste perron. Deze doorgaande diensten van de District Line maken ten zuiden van het station gebruik van overloopwissels tussen de Circle Line en bocht naar Earl's Court langs de Triangle Sidings. In het verlengde van deze bocht liggen de kopsporen 3 en 4 langs het westelijke eilandperron. Dit eilandperron is met een hek gescheiden van spoor 3 en de reizigers op spoor 3  stappen dan ook aan de kant van het middelste perron in en uit. De wachtkamer op het middelste perron werd in 2009 omgebouwd tot personeelsruimte voor metrobestuurders. Spoor 3 wordt gebruikt door de diensten van en naar Kensington (Olympia), spoor 4 wordt gebruikt door diensten die beginnen of eindigen in High Street Kensington.

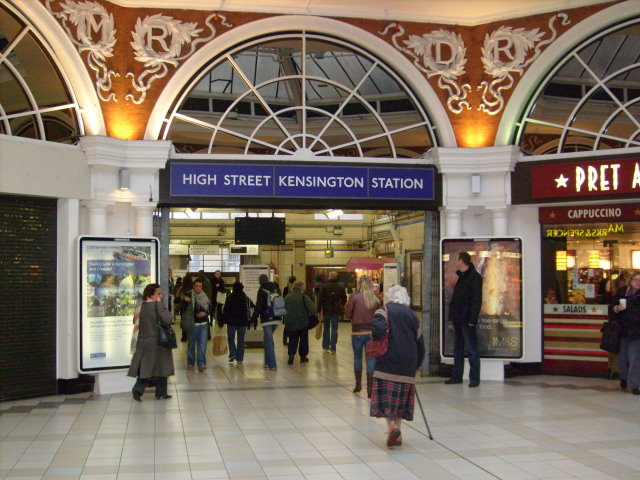
De toegang aan het zuideinde van de winkelgalerij.
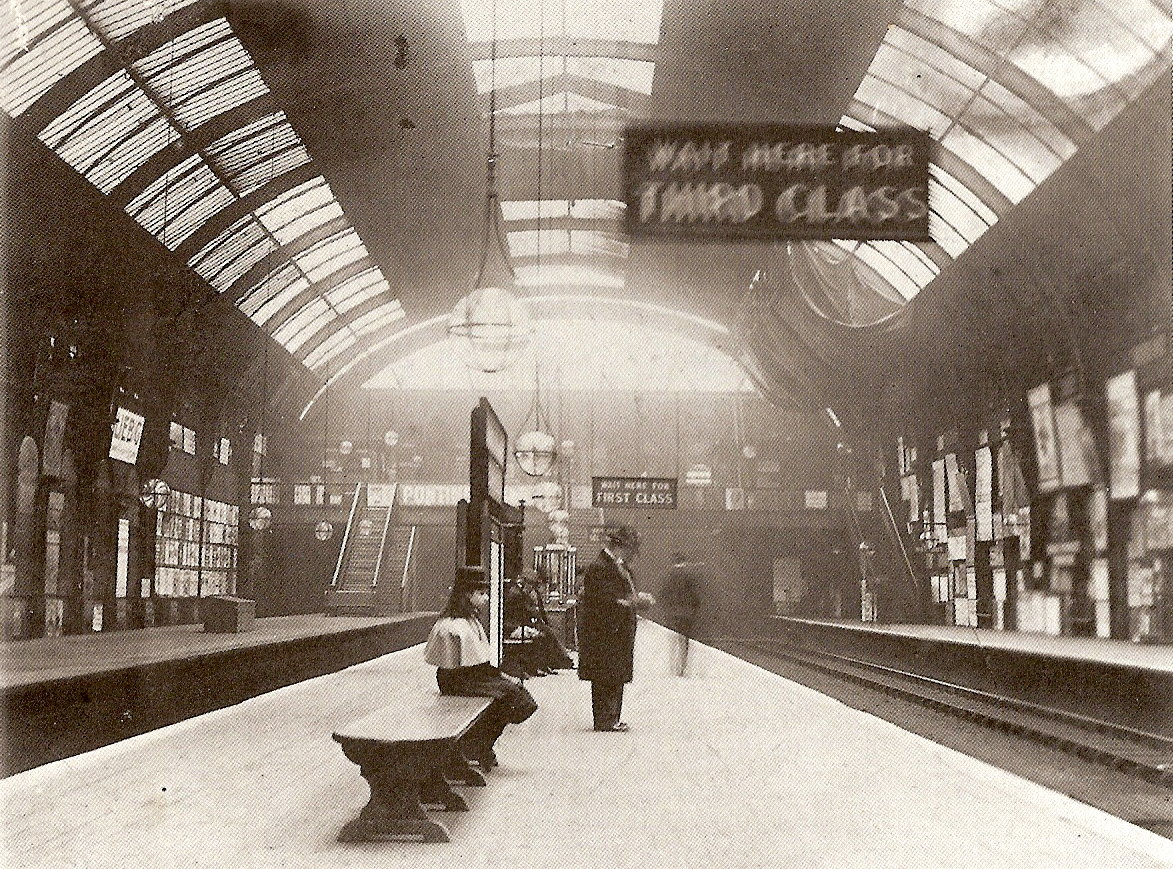
De perrons in 1892.
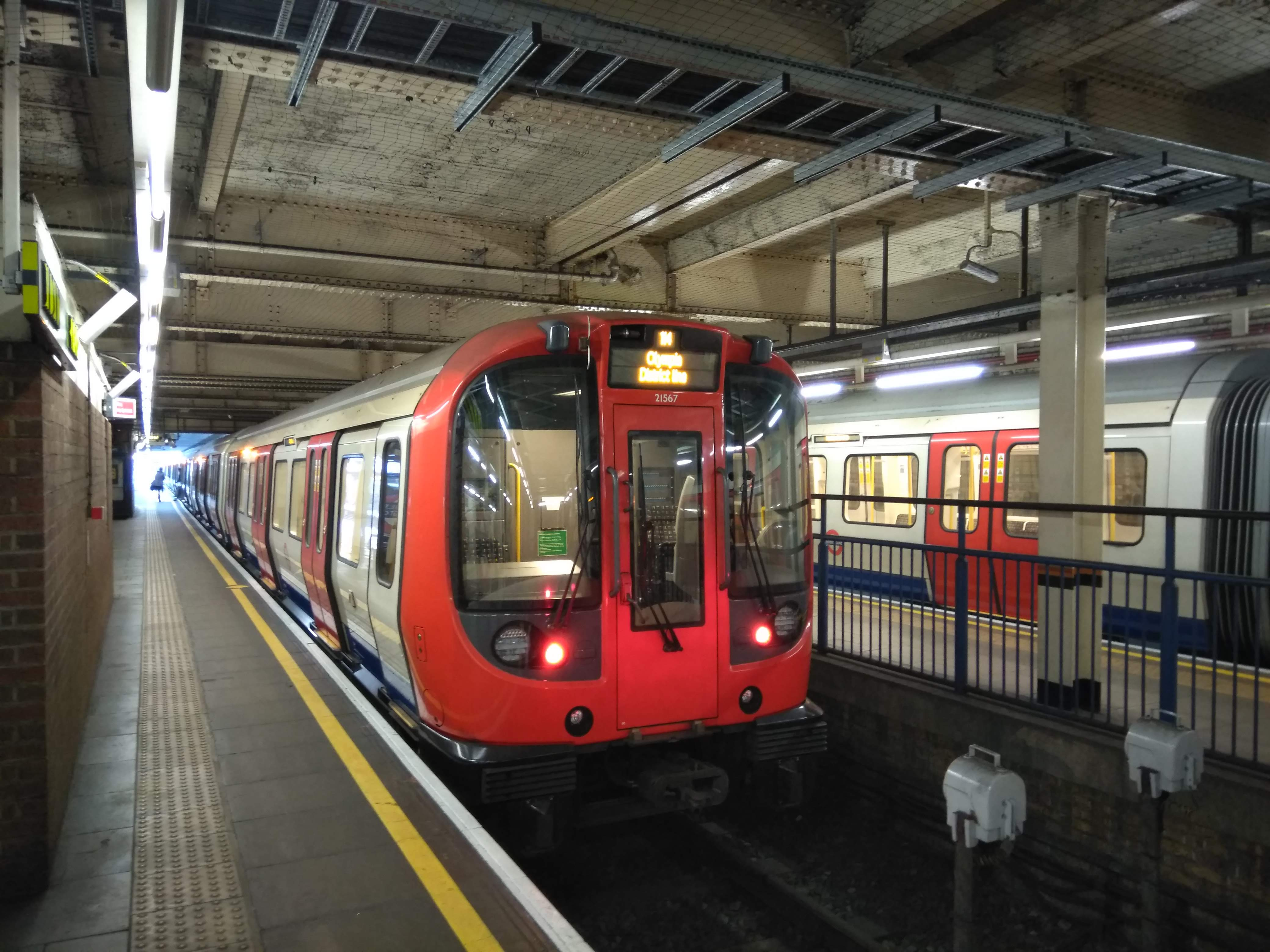
De pendeldienst naar Olympia staat gereed op spoor 3.

## Reizigersdienst
Tijdens de daluren rijden er in beide richtingen zes metro's per uur op de Circle Line. Deze diensten worden afgewisseld door de District Line die eveneens 6 keer per in beide richtingen rijdt tussen Wimbledon en Edgware Road. In het weekeinde en tijdens evenementen wordt er drie keer per uur naar Kensington (Olympia) gereden.
Hammersmith · 
Goldhawk Road · 
Shepherd's Bush Market · 
Wood Lane · 
Latimer Road · 
Ladbroke Grove · 
Westbourne Park · 
Royal Oak · 
Paddington · 
Edgware Road · 
Baker Street · 
Great Portland Street · 
Euston Square · 
King's Cross St. Pancras · 
Farringdon · 
Barbican · 
Moorgate · 
Liverpool Street · 
Aldgate · 
Tower Hill · 
Monument · 
Cannon Street · 
Mansion House · 
Blackfriars · 
Temple · 
Embankment · 
Westminster · 
St. James's Park · 
Victoria · 
Sloane Square · 
South Kensington · 
Gloucester Road · 
High Street Kensington · 
Notting Hill Gate · 
Bayswater · 
Paddington · 
Edgware Road